# 宮部長房
宮部 長房（みやべ ながふさ）は、安土桃山時代から江戸時代前期にかけての武将・大名。因幡鳥取城主。

## 経歴
天正9年（1581年）、宮部継潤の嫡男として誕生。
豊臣秀吉に仕え信任を受け、天正14年（1586年）には従五位下・兵部少輔に叙任され、豊臣姓を与えられた。秀吉の側近である父宮部継潤や義理兄弟関係にあった秀次とのこともあり各有力大名を抑えて早期に豊臣姓を与えられたのではないかと思われる。朝鮮出兵にも八番隊で中川秀政や浅野幸長らと参加した。
因みに彼の陣で饗応を受けた加藤光泰がその直後に吐血して急死するという事件が起きている。
慶長元年（1596年）、12月28日　秀吉より、宮部継潤、宮部長熙（「宮部兵部少輔」）へ因幡国及び但馬国二方郡に拝領した「知行方御朱印目録」を譲与。「継潤置目」に相違無く、羽柴秀吉への油断無き忠誠を確認する。「宮部文書」によると、父の隠居により家督を継ぐ。
慶長3年（1598年）8月、秀吉が死去した際には遺物来国俊の刀を受領した。

### 関ヶ原の戦い
慶長5年（1600年）の会津征伐には500人を率いて従軍。その途中、上方で石田三成が挙兵した報を受けて反転して西上、鳴海まで来たところで小舅の池田秀氏が飛脚を寄こして西軍に付くよう要請してきた。与力の木下重堅・垣屋恒総が既に西軍に走ったこともあり、家中の大将格の七人衆に相談すると、三田村太郎右衛門と高坂清兵衛は西軍に付くよう進言してきたが、宮部市兵衛、宮部采女、福永弥五右衛門、国友興左衛門らは反対する。
しかし長房の心は西軍に動いていたため、熱田の渡しから桑名に行こうとしたが、見張りがいて船の往来ができず、夜に渡ろうと船を一艘借り出し銀二百枚を渡し約束した。一艘に大勢は乗れないので上下の者十三人で夜中に陣中を抜け出し熱田に向かったが、約束した船がおらず辺りを捜しまわった。その頃家臣らは、陣中に長房が見えなくなったことにより、長房は西軍に走ったに違いないと考えたが、これに追いつく方法もなく、また、総大将が居なくなったことにより宮部家臣らはどうしようもなくなり、昔からの縁故がある田中吉政に皆で掛合ってその軍勢に加わった。
結局、長房らは船を見つけられないまま夜明けを迎えてしまい、空となった自陣へ戻ってきて呆然としていたところを、騒動を聞きつけた徳川の目付けが長房を拘束、岡崎城に押し込められてしまった。西軍の敗戦後、居城の鳥取城は亀井茲矩、斎村政広の攻撃を受け開城し、鳥取5万石の所領は没収されてしまった。
戦後、敵味方の処分詮議の際、長房は死罪となりかけたが、田中吉政が自分の旧主で昔の恩義が忘れられない、と助命嘆願をしたため、七人衆で西軍加担を進言した三田村と高坂の二人は切腹させられたが、長房は当分の間、田中吉政に預け置かれることとなった。翌年12月17日にその身柄を南部利直に預けられ、現米123駄70人扶持（約460石）を給されて暮らした。
その後、剃髪して長令と号し、寛永11年（1634年）に盛岡で没した。
晩年の寛永7年（1630年）、寝返り行為を行ったのは、田中吉政に騙されてのことであるとする文書を幕府に提出した。しかし、吉政ほか既に多くの検証できる人物が死んでしまった後のことであり、真偽を定かにすることはできず、沙汰止みとなった。

## 子孫
長男・左衛門尉長之は母方の縁で津藩藤堂家に仕官、その後尾張徳川家に仕えるが嗣子がなく断絶したといわれる。次男・兵蔵長邑は盛岡で生まれ、寛文4年（1664年）に没し、その子の図書長興（幼名、千勝）は、寛文7年（1667年）、7歳の時に3代将軍・徳川家光の17回忌の大赦により赦免、南部家に出仕して666石を給された。また、その子頼母長官の代に多賀姓に改姓し、長官の子・多賀図書長英、その子・頼母長郷と二代続けて南部藩家老を勤めた。明治維新後に宮部姓に復した。自由民権運動で知られる宮部謙吉は末裔。

## 小説
- 永井路子『関ヶ原別記』